# Neolasioptera baezi
Neolasioptera baezi är en tvåvingeart som beskrevs av Brethes 1922. Neolasioptera baezi ingår i släktet Neolasioptera och familjen gallmyggor. Inga underarter finns listade i Catalogue of Life.